# Fritz Straus
Friedrich „Fritz“ Ludwig Straus (geboren 24. März 1877 in Mannheim; gestorben 8. April 1942 in Hollywood) war ein deutscher Chemiker.

## Leben
Fritz Straus war Sohn eines Kaufmanns. Er studierte Chemie in Freiberg, Heidelberg und München, wo er 1901 bei Johannes Thiele promoviert wurde. Als Thiele einen Ruf an die Universität Straßburg annahm, folgte er diesem als Assistent und habilitierte sich 1905 in Straßburg. 1910 wurde er zum Titularprofessor ernannt. Er wurde Soldat im Ersten Weltkrieg und wurde als Oberleutnant und Rittmeister an der Westfront eingesetzt. 1917 wurde er zur Fernsprechtruppe nach Berlin abgeordnet. 
Als nach Kriegsende das Elsass wieder französisch wurde, musste Straus ins Reich übersiedeln und er wurde Direktor des Chemischen Instituts der Handelshochschule Berlin. 1923 erhielt er einen Ruf als Direktor des Chemischen Instituts der Technischen Hochschule Breslau. Nach der Machtübergabe an die Nationalsozialisten 1933 wurde Straus als Jude suspendiert, wurde aber nach einigen Monaten als ehemaliger Frontkämpfer wieder in seine Stellung eingesetzt. 1934 wurde er als Extraordinarius an die Universität Berlin versetzt und 1935 endgültig entlassen. 
Straus konnte noch in einem Privatlabor arbeiten, bevor er 1939 in die USA floh. Dort fand er in North Carolina eine Beschäftigung als Industriechemiker bei der „Ecusta Paper Corporation“, die Zigarettenpapier herstellte. Straus starb auf einer Urlaubsreise an die Westküste an einem Herzanfall.

## Schriften (Auswahl)
- Die ungesättigten Laktone der Hydrocornicularsäure und Desylessigsäure.
- Zur Kenntnis des Dicinnamenylmethans. Diss. Straßburg
- Nachruf für Johannes Thiele (1865–1918), in: Berichte der deutschen chemischen Gesellschaft, 60, A75–A132 (1927)